# Cyril Hellman
Cyril Simon Sean Hellman, född 12 februari 1971 i Farsta, är en svensk journalist, författare, filmare och poet. 
Hellman är uppväxt i Vasastan och är son till författaren Arne Häggqvist och konstnären Margareta Hellman. Han har en filosofie kandidat-examen i statsvetenskap och är utbildad socialpedagog med inriktning kriminell livsstil.
År 2000 blev Hellman fast medarbetare på Svenska Dagbladets kulturredaktion, och skrev under många år för tidningen från New York. Han har också skrivit för Dagens Nyheter, Aftonbladet,  Expressen, Göteborgs-Posten, Sydsvenskan och magasin som Bon, Café, Damernas Värld, ETC, Fokus, Judisk Krönika, Sex, Vice, Rocky, Nöjesguiden och Rodeo. Hellman fotograferar ofta sina egna artiklar. Han erhöll 2010 Sveriges Tidskrifters pris Tidskriftpriset i kategorin "årets krönikör" för sina krönikor i Situation Sthlm, en tidning han var redaktör för under åren 2009–2012.
År 2005 romandebuterade Hellman med Gå Johnny, gå, gå (Kartago förlag). 2008 utgav han Stefan Jarl: En intervjubok (Kartago förlag). I dokumentärromanen Mitt mörka hjärta: gangstern och reportern (Reverb förlag) från 2011 följer han deporterade amerikanska kambodjaner tillsammans med fotografen Annika Aschberg. Hellman debuterande som poet 2013 med den 76 sidor långa dikten Liten vinge (Telegram förlag), skriven med cut up-teknik. Han släppte året därpå novellen En främling lika tillitsfull som du, och blev 2014 stipendiat till Stiftelsen Ingmar Bergman för att tillsammans med författaren och dramatikern Stig Larsson göra ett filmmanus baserat på samma novell. Hellman och Larsson gör sedan 2016 även podcasten Cyril och Stig - I otakt med samtiden, där de samtalar med aktuella eller för dem intressanta personer.
I reportageboken Rapport från fronten mot IS (Kontro/Telegram) från 2015 följer Hellman svenskar och kurder i strider mot Islamiska staten (IS) i Irak och Syrien. Han blev under hårda eldstrider i Syrien beskjuten av IS, vilket skildras i den italienska dokumentärfilmen Our War från 2016. Hellman släppte 2016 grafiska romanen Vad som än står (Kartago förlag), illustrerad av Peter Bergting, baserad på djupintervjuer med fotbollshuliganer. Hellman släppte året därpå den mycket uppmärksammade true crime-romanen Spelet är spelet (Forum) tillsammans med Leo "Kinesen" Carmona från gangsterrapgruppen Kartellen vilka Hellman tio år tidigare skrivit de första artiklarna om. Även boken Lilla Chicago (Bokfabriken) skriven tillsammans med Ali Khalil om Göteborgs gängkrig är en true crime- roman. Hans andra diktsamling Allt går i bitar (Stevali skön) från 2020 vars tema var förlusten av ett dödfött barn blev en stor framgång som ljudbok i inläsning av skådespelaren Ola Rapace. En resa genom krigets Ukraina är ett reportage från inledningen av  kriget i Ukraina våren 2022.

## Antologier
- Thåström - stå aldrig still (2010)
- Julia Peirone - Girls, Girls, Girls (2017)